# 蔡永祥
蔡永祥（1948年—1966年10月10日），安徽肥东人，中國人民解放軍战士。1966年2月，蔡永祥参军，守衛錢塘江大橋。1966年为保护钱塘江过桥列车安全而殉职。死后追认一等功及中国共产党党员，并被《解放军报》等媒体宣扬为英雄模范。蔡永祥工作过的浙江杭州、他的家乡安徽肥东都建有以他命名的纪念馆及他的雕像。
然而，根据黎汝清、金敬迈等人回忆，他们被江青派去杭州写蔡永祥的故事，因质疑故事情节之合理性，并未完成任务。

## 生平
蔡永祥，1948年生于安徽省合肥县大蔡村（在今肥东县长临河镇）的一个贫民家庭。从幼年时期开始，蔡永祥就表现出认真学习的态度，经常提前到学校打扫卫生。他在日常生活中也非常热心助人，以雷锋为榜样，经常帮助周围的人，不怕辛苦，总是抢在前面。
16岁时，蔡永祥被选为村民兵班长，带领的民兵班表现出色，成为全大队最优秀的班之一。1966年2月，蔡永祥参军，成为了守护钱塘江大桥的哨兵，隶属浙江省军区三支队三连。刚开始，蔡永祥认为在大桥站岗不会有显著成绩，但后来部队组织学习《为人民服务》和张思德的事迹，深深触动了他，使他决心成为一名让人民满意的守桥战士。在日常生活中严格要求自己，乐于助人。他积极参与日常清洁工作，夏天时愿意自己承受热苦，将舒适让给战友。他节俭，省下的津贴用来买书送给大家，常帮助需要的人，甚至为了帮一位老大娘买票，自己步行长途回营。
1966年10月10日凌晨，蔡永祥冒雨守卫在联庄村域钱塘江大桥南头的哨位上。2时34分，由南昌开往北京的红卫兵专列第764次列车驶向大桥。在哨位上发现距离他40米的轨道上有一根大木头，他不顾个人安危，冲向列车前将大木头移开，确保了乘客、列车和钱塘江大桥的安全，但自己不幸牺牲。

## 荣誉和纪念

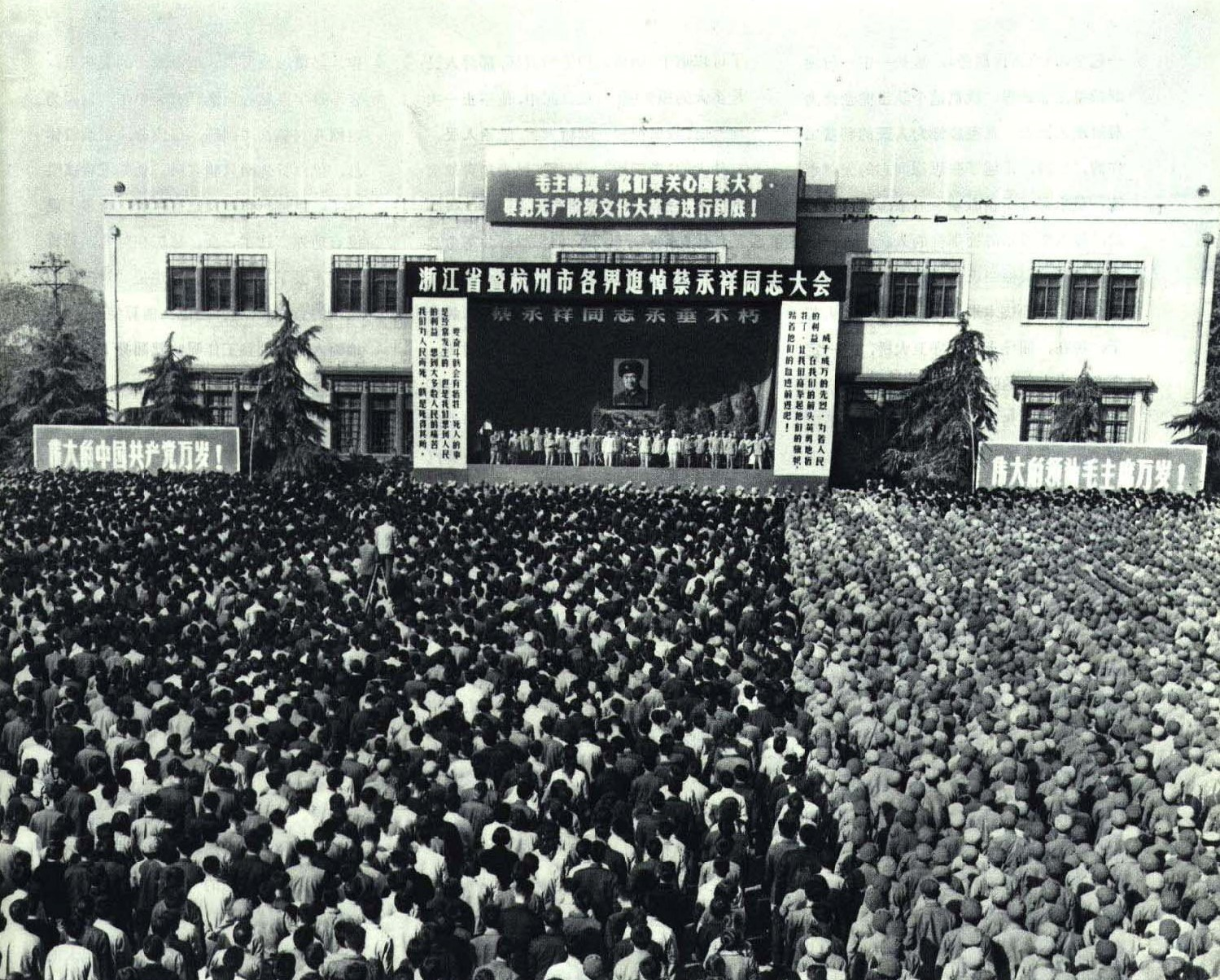
1967年浙江省暨杭州市各界追悼蔡永祥同志大会

1966年10月30日，南京軍區作出《關于宣傳和學習蔡永祥同志的決定》，追認其為中共正式黨員，記一等功。隨後，總政治部發出通知，號召全軍和廣大民兵向蔡永祥學習。
1966年，国家拨款在蔡永祥的家乡——安徽省肥东县建立“蔡永祥纪念馆”，建筑面积170平方米，门前有一座蔡永祥半身塑像。

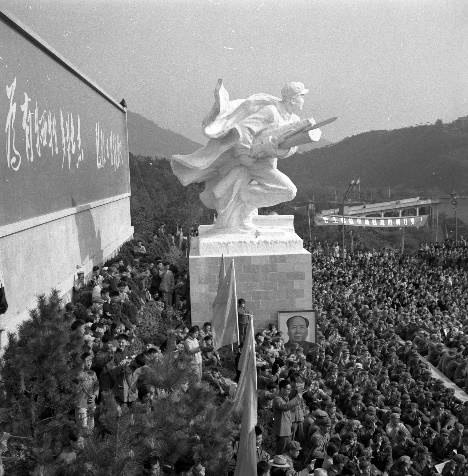
1968年蔡永祥烈士事迹陈列馆在钱塘江大桥旁落成

1968年10月28日，蔡永祥烈士事迹陈列馆在杭州落成，位于钱塘江大桥西北侧的月轮山上，并塑像纪念。后改建为杭州市革命烈士纪念馆。依据杭州市人民政府网站，杭州市革命烈士纪念馆（蔡永祥烈士事迹陈列馆）之职能，根据编办文件规定不予公开。

## 媒体报道
1966年10月31日，《解放军报》从一版到二版发表了一篇重大报道，讲述了杭州钱塘江大桥守桥连队的卫士蔡永祥的英勇行为。报道称，1966年10月10日凌晨，蔡永祥在桥头警卫时，发现桥南铁路上有一根大木头，意识到可能是敌对势力的破坏行为。在一列载有红卫兵的列车临近时，他奋力移除了木头，确保列车安全通过，但自己不幸牺牲。报纸随后发表了题为《一心为公的共产主义战士》的社论，赞扬蔡永祥的行为，并在接下来的两个月中持续报道他的事迹。蔡永祥舍身取義的英雄事迹很快传遍大江南北。一个学习英雄蔡永祥的活动迅速在全军、全国广泛展开。同年11月18日，《人民日報》發表社論，號召全國人民向蔡永祥學習。《解放軍報》從11月17日起到該年底止，先後發表了3篇向英雄蔡永祥學習的評論員文章。 报纸还刊登了蔡永祥的日记和手迹。
1983年10月，蔡永祥的弟弟蔡永红加入了中国人民解放军，《解放军报》以《蔡永祥的弟弟蔡永红光荣入伍》为题进行了报道。2014年04月02日，《解放军报》报道指，蔡永红在服役期间表现出色，荣立一等功一次、三等功六次，被表彰为“全军优秀基层干部”、武警部队的“模范基层政工干部”以及“浙江省新长征突击手”等荣誉称号。2022年10月，《解放军报》报道指，蔡永祥生前连队（武警浙江总队杭州支队执勤三中队）通过体验英雄哨、还原40米飞奔等方式以强化使命认知。

## 争议
1966年蔡永祥牺牲后，江青要求将蔡永祥的宣传力度超过《欧阳海之歌》。2005年，《欧阳海之歌》作者金敬迈接受《新快报》专访时回忆，他被江青指派去浙江写蔡永祥，但认为故事是假的，无法完成任务。他自称在钱塘江大桥上站了一个月的岗，每十分钟就有一趟列车通过，灯火通明。按照所了解的情节，蔡永祥上岗之后15分钟，一个阶级敌人在铁轨上放了一根棍子，企图把火车颠覆，但金敬迈认为木棍不足以把火车颠覆，换了水泥之后也发现火车一压就碎了。金敬迈请示总政治部主任萧华后不再撰写。2015年，黎汝清接受《光明日报》采访时回忆，事件发生后，中央派出一个工作组到杭州，任务之一是整理蔡永祥的事迹。这个任务一开始交给金敬迈，金敬迈表示无法写，任务又交给黎汝清。黎汝清从蔡永祥的童年写起，写了27万字，但入伍之后的内容没有完成。问题在于，谁放的木头始终没有查明。材料整理完毕后，黎汝清向江青汇报。因为没有破案，这个英雄事迹没有落实。
1968年5月19日，江青在北京接见张永生、杜英信时，对蔡永祥的事迹表示怀疑，要求陈励耘、南萍组织调查。南萍、陈励耘于1969年2月24日设立调查蔡永祥专案组，11月20日结束调查。